# Пам'ятки історії Харківського району
У Харківському районі Харківської області на обліку перебуває  пам'яток історії.
| № п/п | Охоронний номер пам’ятки | Місце знаходження, (адреса) пам’ятки                                                | Найменування пам’ятки | Автор, дослідник пам’ятки.Дата відкриття                                           | Матеріал, з якого виготовлений пам’ятник. Основні розміри                                                                        | Категорія охорони пам’ятки | Номер і дата рішення державних органів про взяття пам’ятки під охорону | Охоронна зона |  |
| ----- | ------------------------ | ----------------------------------------------------------------------------------- | --- | ---------------------------------------------------------------------------------- | --- | -------------------------- | ---------------------------------------------------------------------- | --- |  |
| 1.    | 1359                     | смт. Бабаї Бабаївської сел/р                                                        | Місце, де працював Сковорода Г. С., український філософ, поет, просвітитель. 70-ті рр. XVIII ст.                                                                                       | 1970 р.                                                                            | Меморіальна дошка з мармуру | Місцева                    | № 61 від 25.01.72р.                                                    | |  |
| 2.    | 1435                     | смт. Бабаї Бабаївської сел/р, пл. К. Маркса                                         | Будинок, у якому жив Сковорода Г. С., український філософ, поет, просвітитель. 70-ті рр. XVIII ст.                                                                                     | 1970 р.                                                                            | Будинок одноповерховий — дерево, шифер Меморіальна дошка — 0,8×0,7 м, мармур                                                     | -<<-                       | № 61 від 25.01.72р.                                                    | 15 м. Наказ УК ХОДА № 236 від 27.12. 2004 р. ЗУ «Про перелік пам'яток культ. спадщини, що не підлягають приватизації» № 574-VI від 23.09.08 р. |  |
| 3.    | 1379                     | смт. Бабаї Бабаївської сел/р, центр селища                                          | Братська могила радянських воїнів і пам'ятний знак воїнам-землякам, які загинули на фронтах ВВВ. 1943 р.                                                                               | Харківська скульптурна фабрика 1979 р., 1982 р.                                    | Стели — 7,5х7,0х0,55 м, граніт, чеканка 10 стел — з/б                                                                            | -<<-                       | № 61 від 25.01.72р.                                                    | 25 м (Наказ правління культури і туризму від 10.09.09. № 234)                                                                                  |  |
| 4.    | 2071                     | смт. Бабаї Бабаївської сел/р, біля брат-ської могили                                | Пам'ятник Потапенку Ф. А. — Герою Радянського Союзу | Харківська скульптурна фабрика 1982 р.                                             | Бюст — 1,0 м, з/б | -<<-                       | № 413 від 19.08.85р.                                                   | |  |
| 5.    | 2072                     | смт. Бабаї Бабаївської сел/р, біля братської могили                                 | Пам'ятник Ярмаку С. Ф. — Герою Радянського Союзу | Харківська скульптурна фабрика 1982 р.                                             | Бюст — з/б | -<<-                       | -<<-                                                                   | |  |
| 6.    | 2616                     | смт. Бабаї Бабаївської сел/р, вул. Сковороди, кладовище № 2                         | Могила Камишана О. П., командира Харківського партизанського загону періоду ВВВ | 1987 р.                                                                            | Стела — 0,8х1,2х0,15 м, мармур                                                                                                   | -<<-                       | № 975 від 18.09.97р.                                                   | 1 м. Розпорядження ХОДА № 975 від 18.09.97р |  |
| 7.    | 2617                     | смт. Бабаї Бабаївської сел/р, кладовище № 2                                         | Могила Криволапова Г. І. — Героя Соціалістичної Праці | 1965 р.                                                                            | | -<<-                       | -<<-                                                                   | 1 м. Розпорядження ХОДА № 975 від 18.09.97р |  |
| 8.    | 1380                     | с. Байрак Кулиничівської сел/р                                                      | Дві братські могили радянських воїнів. Поховано 200 воїнів. 1941 р., 1943 р. | Харківська скульптурна фабрика 1959 р.                                             | Скульптура — 2,5 м, з/б Постамент — 1,7 м, цегла, цемент                                                                         | -<<-                       | № 61 від 25.01.72р.                                                    | 25 м (Наказ правління культури і туризму від 10.09.09. № 234)                                                                                  |  |
| 9.    | 1382                     | смт. Безлюдівка Безлюдівської сел/р, пл. Жовтня                                     | Братські могили радянських воїнів. Поховано 65 воїнів. 1941 р., 1943 р. | Харківська скульптурна фабрика 1946 р., 1995 р.                                    | Обеліск — 3,7 м, мармур Постамент — 0,5 м                                                                                        | Місцева                    | -<<-                                                                   | 25 м (Наказ правління культури і туризму від 10.09.09. № 234)                                                                                  |  |
| 10.   | 1381                     | смт. Безлюдівка Безлюдівської сел/р, вул. Зміївська                                 | Братська могила радянських воїнів. Поховано 205 воїнів. 1941 р., 1943 р. | Харківська скульптурна фабрика 1953 р., 1989 р.                                    | Скульптура — 2,5 м, з/б Постамент — 2,8 м, цегла, цемент                                                                         | -<<-                       | -<<-                                                                   | 25 м (Наказ правління культури і туризму від 10.09.09. № 234)                                                                                  |  |
| 11.   | 2624                     | -<<-                                                                                | Пам'ятник Левицькому Р. І. — Герою Радянського Союзу. | Скульпт. Шульман М. Н. 1990 р.                                                     | Бюст — 0,65 м. Постамент — 1,4 м, мармур, з/б                                                                                    | -<<-                       | № 975 від 18.09.97р.                                                   | 20 м. Розпорядження ХОДА № 975 від 18.09.97р                                                                                                   |  |
| 12.   | 2625                     | -<<-                                                                                | Пам'ятник Підкопаю І. Я. — Герою Радянського Союзу | Скульпт. Шульман М. Н. 1990 р.                                                     | Бюст — 0,65 м. Постамент — 1,4 м, мармур, з/б                                                                                    | -<<-                       | -<<-                                                                   | 20 м. Розпорядження ХОДА № 975 від 18.09.97р                                                                                                   |  |
| 13.   | 2618                     | смт. Безлюдівка Безлюдівської сел/р, вул. Радянська, кладовище                      | Могила Калиниченка Є. Д. — Героя Соціалістичної Праці | 1995 р.                                                                            | Стела — 1,1х0,6х0,1 м, мармур | -<<-                       | -<<-                                                                   | 1 м. Розпорядження ХОДА № 975 від 18.09.97р |  |
| 14.   | 1383                     | смт. Березівка Березівської сел/р, центр селища                                     | Братська могила радянських воїнів. Поховано 35 воїнів. 1943 р. | Харківська скульптурна фабрика 1955 р., 1995 р.                                    | Скульптура — 2,6 м, з/б Постамент — 1,4 м, цегла, цемент                                                                         | -<<-                       | № 61 від 25.01.72р.                                                    | 25 м (Наказ правління культури і туризму від 10.09.09. № 234)                                                                                  |  |
| 15.   | 1384                     | с. Бісквітне, Малороганської с/р                                                    | Братська могила радянських воїнів. Поховано 50 воїнів. 1941 р., 1943 р. | Харківська скульптурна фабрика 1968 р.                                             | Скульптура — 2,5 м, з/б Постамент — 3,0 м, цегла, цемент                                                                         | -<<-                       | -<<-                                                                   | 25 м (Наказ правління культури і туризму від 10.09.09. № 234)                                                                                  |  |
| 16.   | 1385                     | с. Бобрівка Кулиничівської сел/р                                                    | Братська могила радянських воїнів. Поховано 120 воїнів. 1941 р., 1943 р. | Харківська скульптурна фабрика 1958 р.                                             | Скульптура — 2,5 м, з/б Постамент — 1,7 м, цегла, цемент                                                                         | -<<-                       | -<<-                                                                   | 25 м (Наказ правління культури і туризму від 10.09.09. № 234)                                                                                  |  |
| 17.   |                          | с. Борисівка, вул. Садова, 1                                                        | Пам'ятник Яворницькому Д. І. | 1999 р.                                                                            | Мармурова кришка, з/б, керамічна плитка                                                                                          | -<<-                       | Наказ УК ХОДА № 25 від 02.03.05 р.                                     | |  |
| 18.   | 1386                     | с. Борщова Жовтневої с/р, сцентр села                                               | Братська могила радянських воїнів. Поховано 29 воїнів. 1941 р., 1943 р. | Харківська скульптурна фабрика 1962 р.                                             | Скульптура — 2,5 м, з/б Постамент — 3,0 м, цегла, цемент                                                                         | -<<-                       | -<<-                                                                   | 25 м (Наказ правління культури і туризму від 10.09.09. № 234)                                                                                  |  |
| 19.   | 1387                     | смт. Буди Будянської сел/р, центр селища, біля стадіону БФЗ                         | Братська могила радянських воїнів. Поховано 453 воїнів. 1941 р., 1943 р. | Харківська скульптурна фабрика 1951 р., 1993 р.                                    | Скульптура — 2,8 м, з/б Постамент — 2,8 м, цегла, цемент.                                                                        | -<<-                       | -<<-                                                                   | 25 м (Наказ правління культури і туризму від 10.09.09. № 234)                                                                                  |  |
| 20.   | 8673-Ха                  | смт. Буди, вул. Залізнична, 1.                                                      | Старий корпус № 2 збанкрутілого у 2006 р. підприємства АТЗТ «Будянський фаянс». 1887 р.                                                                                                | Безрукова Т. М., громадський інспектор з охорони пам'яток Харківської обл. 2006 р. | Цегла. | -<<-                       | Наказ МКТ України № 521/0/16-09 від 13.07.09.                          | |  |
| 21.   | 8674-Ха                  | смт. Буди, вул. Залізнична, 3.                                                      | Будинок Старого клубу. 1888 р. | -<<-                                                                               | Цегла. | -<<-                       | Наказ МКТ України № 521/0/16-09 від 13.07.09.                          | |  |
| 22.   | 8675-Ха                  | смт. Буди, вул. Залізнична, 6.                                                      | Вокзал станції Буди Південної залізниці. 1870 р. | -<<-                                                                               | Дерево. | -<<-                       | Наказ МКТ України № 521/0/16-09 від 13.07.09.                          | |  |
| 23.   | 8677/1-Ха                | смт. Буди, вул. Фаянсовщик, 5.                                                      | Корпус "Больницы для работников «Ново-Харьковской фабрики М. С. Кузнецова в селе Буды» (будинок адміністрації). 1925 р.                                                                | -<<-                                                                               | Цегла. | -<<-                       | Наказ МКТ України № 521/0/16-09 від 13.07.09.                          | |  |
| 24.   | 8677/2-Ха                | смт. Буди, вул. Фаянсовщик, 5.                                                      | Корпус "Больницы для работников «Ново-Харьковской фабрики М. С. Кузнецова в селе Буды» (будинок поліклініки). 1888 р.                                                                  | -<<-                                                                               | Цегла. | Місцева                    | Наказ МКТ України № 521/0/16-09 від 13.07.09.                          | |  |
| 25.   | 8676-Ха                  | смт. Буди, пров. Садовий, 1.                                                        | Сторожка колишнього Свято-Миколаївського храму. 1902 р. | -<<-                                                                               | Цегла. | -<<-                       | Наказ МКТ України № 521/0/16-09 від 13.07.09.                          | |  |
| 26.   | 1388                     | смт. Васищеве Васищівської с/р, вул. Орєшкова                                       | Братська могила радянських воїнів, серед яких похований Орєшков С. М.-Герой Радянського Союзу. Поховано 2822 воїни. 1941 р., 1943 р.                                                   | Харківська скульптурна фабрика 1964 р., 1994 р.                                    | Скульптура — 2,5 м, з/б Постамент — 3,75 м, цегла, цемент                                                                        | -<<-                       | № 61 від 25.01.72р.                                                    | 25 м (Наказ правління культури і туризму від 10.09.09. № 234)                                                                                  |  |
| 27.   | 1761                     | смт. Васищеве Васищівської с/р, біля братської могили                               | Пам'ятний знак Орєшкову С. М. — Герою Радянського Союзу | Харківська скульптурна фабрика 1973 р.                                             | Стела — 1,5х0,7х0,2 м, граніт | -<<-                       | № 13 від 12.01.81р.                                                    | |  |
| 28.   | 2619                     | смт. Васищеве Васищівської с/р                                                      | Могила Кубишкіна П. А. — Героя Радянського Союзу. 1977 р. | 1977 р., 1997 р.                                                                   | Бюст — 0,95 м. Постамент — 1,2 м, граніт                                                                                         | -<<-                       | № 975 від 18.09.97р.                                                   | 1 м. Розпорядження ХОДА № 975 від 18.09.97р |  |
| 29.   |                          | смт. Васищеве, кладовище                                                            | Братська могила радянських воїнів. 1943 р. | 1999 р.                                                                            | З/б | -<<-                       | Наказ УК ХОДА № 25 від 02.03.05 р.                                     | |  |
| 30.   | 1389                     | с. Веселе Веселівської с/р                                                          | Братська могила радянських воїнів і пам'ятний знак воїнам-землякам. Поховано 358 воїнів. 1941 р., 1943 р., 1941–1945 рр.                                                               | Харківська скульптурна фабрика 1981 р., 1982 р.                                    | Скульптура — 2,0 м, мармурова кришка Постамент — 1,0 м, цегла, цемент                                                            | -<<-                       | № 61 від 25.01.72р.                                                    | 25 м (Наказ правління культури і туризму від 10.09.09. № 234)                                                                                  |  |
| 31.   |                          | с. Веселе                                                                           | Братська могила жертв фашизму. 1943 р. | 1999 р.                                                                            | Граніт | -<<-                       | Наказ УК ХОДА № 25 від 02.03.05 р.                                     | |  |
| 32.   | 2622                     | смт. Високий Височанської сел/р, вул. Горького, 10                                  | Будинок і колишня садиба Хоткевича Г. М., видатного діяча української культури. 1928–1938 рр.                                                                                          | 1998 р.                                                                            | Будинок одноповерховий дерев'яний, обкладений цеглою Охоронна дошка з з/б                                                        | -<<-                       | № 975 від 18.09.97р.                                                   | 50 м. Розпорядження ХОДА № 975 від 18.09.97р                                                                                                   |  |
| 33.   | 1390                     | смт. Високий Височанської сел/р, на розі вулиць Кооперативної і Ощепкова, кладовище | Військове кладовище радянських воїнів. 1 братська і 14 індивідуальних могил. Серед похованих у братській могилі — Ощепков А. І. — Герой Радянського Союзу. Поховано 35 воїнів. 1943 р. | 1957 р., 1990 р.                                                                   | Скульптура — 3,0 м, з/б Постамент — 3,5 м, цегла                                                                                 | -<<-                       | № 61 від 25.01.72р.                                                    | 25 м (Наказ правління культури і туризму від 10.09.09. № 234)                                                                                  |  |
| 34.   | 1762                     | смт. Високий Височанської сел/р, Сімферопольське шосе, біля автотурбази «Кемпінг»   | Пам'ятний знак Ощепкову О. І. — Герою Радянського Союзу | 1973 р.                                                                            | Стела — 1,8х0,6х0,4 м, граніт | -<<-                       | № 13 від 12.01.81р.                                                    | |  |
| 35.   | 1763                     | смт. Високий Височанської сел/р, вул. Театральна                                    | Пам'ятний знак воїнам-землякам, які загинули на фронтах Великої Вітчиз-няної війни. 1941–1945 рр.                                                                                      | 1973 р.                                                                            | Обеліск — 2,0 м, мармур, з/б | -<<-                       | -<<-                                                                   | |  |
| 36.   | 1391                     | смт. Високий Височанської сел/р, на розі вул. Театральної і пров. Айвазовського     | Братська могила радянських воїнів. Поховано 58 воїнів. 1941 р., 1943 р. | 1946 р., 1990 р.                                                                   | Скульптура — 2,8 м, з/б Постамент — 3,5 м, цегла, цемент                                                                         | -<<-                       | № 61 від 25.01.72р.                                                    | 25 м (Наказ правління культури і туризму від 10.09.09. № 234)                                                                                  |  |
| 37.   |                          | смт. Високий                                                                        | Могила Є. П. Золотар, Героя Соц. Праці. 1962 р. | 1999 р.                                                                            | Мармур, кришка | Місцева                    | Наказ УК ХОДА № 25 від 02.03.05 р.                                     | |  |
| 38.   | 1392                     | с. Вільхівка Вільхівської с/р, вул. П'яти років СРСР                                | Братська могила радянських воїнів. Поховано 252 воїни. 1941 р., 1943 р. | Харківська скульптурна фабрика 1960 р., 1990 р.                                    | Скульптура — 3,75 м, з/б Постамент 1,65х1,1х1,1 м, цегла, цемент                                                                 | -<<-                       | № 61 від 25.01.72р.                                                    | 25 м (Наказ правління культури і туризму від 10.09.09. № 234)                                                                                  |  |
| 39.   | 1769                     | с-ще Глибоке Глибоцької с/р                                                         | Пам'ятник Кірову С. М., радянському державному діячеві. 1934 р. | Харківська скульптурна фабрика 1959 р.                                             | Бюст — 0,8 м, з/бПостамент — 1,0 м, цегла, цемент                                                                                | -<<-                       | № 13 від 12.01.81р.                                                    | |  |
| 40.   | 1393                     | с. Жовтневе Жовтневої с/р                                                           | Братська могила радянських воїнів. Поховано 7 воїнів. 1941 р., 1943 р. | Харківська скульптурна фабрика 1956 р.                                             | Скульптура — - 2,5 м, з/б Постамент — 3,0 м, цегла, цемент                                                                       | -<<-                       | № 61 від 25.01.72р.                                                    | 25 м (Наказ правління культури і туризму від 10.09.09. № 234)                                                                                  |  |
| 41.   | 1394                     | с-ще Затишшя Кулиничівської сел/р                                                   | Братська могила радянських воїнів. Поховано 128 воїнів. 1941 р., 1943 р. | Харківська скульптурна фабрика 1953 р.                                             | Скульптура — 2,5 м, з/б Постамент — 2,4 м, цегла, цемент                                                                         | -<<-                       | -<<-                                                                   | 25 м (Наказ правління культури і туризму від 10.09.09. № 234)                                                                                  |  |
| 42.   | 1755                     | с-ще Затишшя Кулиничівської сел/р, Дробицький Яр                                    | Братська могила жертв фашизму. Поховано 16000 чол. 1942–1943 рр. | 1967 р., 1997 р.                                                                   | Обеліск — 1,3 м, граніт | -<<-                       | № 13 від 12.01.81р.                                                    | 25 м (Наказ правління культури і туризму від 10.09.09. № 234)                                                                                  |  |
| 43.   | 1395                     | с-ще Комунар Коротичанської сел/р                                                   | Братська могила радянських воїнів, серед яких похований Карнаков М. С. — Герой Радянського Союзу. Поховано 174 воїни. 1941 р., 1943 р.                                                 | Харківська скульптурна фабрика 1973 р.                                             | Скульптура — 2,5 м, з/б Постамент — 1,2х1,0х1,0 м, цегла, цемент                                                                 | -<<-                       | № 61 від 25.01.72р.                                                    | 25 м (Наказ правління культури і туризму від 10.09.09. № 234)                                                                                  |  |
| 44.   | 1760                     | с-ще Комунар Коротичанської сел/р                                                   | Пам'ятний знак Карнакову М. С., Герою Радянського Союзу | 1978 р.                                                                            | Стела — 1,5х0,5х0,3 м, граніт | -<<-                       | № 13 від 12.01.81р.                                                    | |  |
| 45.   |                          | с-ще. Комунар, вул. Миру,1                                                          | Пам'ятний знак воїнам-односельчанам, які загинули на фронтах ВВВ | 1999 р.                                                                            | Граніт, з/б | -<<-                       | Наказ УК ХОДА № 25 від 02.03.05 р.                                     | |  |
| 46.   | 1396                     | с-ще Комуніст Роганської сел/р, вул. Докучаєва                                      | Братська могила радянських воїнів. Поховано 301 воїн. 1941 р., 1943 р. | 1946 р.                                                                            | Обеліск — 2,5 м, мармур Постамент — 0,6 м                                                                                        | -<<-                       | № 61 від 25.01.72р.                                                    | 25 м (Наказ правління культури і туризму від 10.09.09. № 234)                                                                                  |  |
| 47.   | 1764                     | с-ще Комуніст Роганської сел/р                                                      | Пам'ятний знак воїнам-землякам, які загинули на фронтах ВВВ. 1941–1945 рр. | 1979 р.                                                                            | | -<<-                       | № 13 від 12.01.81р.                                                    | |  |
| 48.   | 1362                     | смт. Коротич Коротичанської сел/р                                                   | Братська могила червоноармійців. Поховано105 чол. 1918 р. | Харківська скульптурна фабрика 1929 р., 1975 р.                                    | Скульптура — 2,5 м, мармурова кришка Постамент — 2,0х1,5х1,5 м, цегла, цемент                                                    | -<<-                       | № 61 від 25.01.72р.                                                    | |  |
| 49.   | 1397                     | -<<-                                                                                | Братська могила радянських воїнів. Поховано 247 воїнів. 1941 р., 1943 р. | Харківська скульптурна фабрика 1975 р.                                             | Скульптура — 3,0 м, з/б Постамент — цегла, цемент                                                                                | -<<-                       | -<<-                                                                   | 25 м (Наказ правління культури і туризму від 10.09.09. № 234)                                                                                  |  |
| 50.   | 1400                     | смт. Кулиничі Кулиничівської сел/р, вул. Сьомої гвардійської армії, біля клубу      | Братська могила радянських воїнів і пам'ятний знак воїнам-землякам. Поховано 12 воїнів. 1943 р., 1941–1945 рр.                                                                         | Харківська скульптурна фабрика 1957 р., 1985 р.                                    | Скульптура — 2,5 м, граніт Постамент — 3,5 м, цегла, цемент                                                                      | -<<-                       | -<<-                                                                   | 25 м (Наказ правління культури і туризму від 10.09.09. № 234)                                                                                  |  |
| 51.   | 1398                     | смт. Кулиничі Кулиничівської сел/р, вул. Сьомої гвардійської армії, на кладовищі    | Братська могила радянських воїнів. Поховано 697 воїнів. 1941 р., 1943 р. | Харківська скульптурна фабрика 1955 р.                                             | Скульптура — 2,5 м, з/б Постамент — 1,0 м, цегла, цемент                                                                         | -<<-                       | № 61 від 25.01.72р.                                                    | 25 м (Наказ правління культури і туризму від 10.09.09. № 234)                                                                                  |  |
|       |                          |                                                                                     | |                                                                                    | |                            |                                                                        | |  |
| 53.   | 1399                     | -<<-, на території дослідного господарства «Елітне»                                 | Братська могила радянських воїнів. Поховано 58 воїнів. 1943 р. | Харківська скульптурна фабрика 1975 р.                                             | Стела — 3,5х0,55х0,4 м, граніт                                                                                                   | -<<-                       | № 61 від 25.01.72р.                                                    | 25 м (Наказ правління культури і туризму від 10.09.09. № 234)                                                                                  |  |
| 54.   |                          | смт. Кулиничі                                                                       | Пам'ятник Т. Г. Шевченку | 2003 р.                                                                            | Бронза | -<<-                       | Наказ УК ХОДА № 25 від 02.03.05 р.                                     | |  |
| 55.   | 1402                     | с-ще Кутузівка Кулиничівської сел/р, вул. Шкільна                                   | Братська могила радянських воїнів. Поховано 500 воїнів. 1941 р., 1943 р. | Харківська скульптурна фабрика. 1957 р.                                            | Скульптура — 2,5 м, з/б Постамент — 2,0х1,5х3,5 м, цегла, цемент                                                                 | -<<-                       | № 61 від 25.01.72р.                                                    | 25 м (Наказ правління культури і туризму від 10.09.09. № 234)                                                                                  |  |
| 56.   | 1403                     | с. Лелюки Утківської сел/р                                                          | Братська могила радянських воїнів. Поховано 126 воїнів. 1943 р. | Харківська скульптурна фабрика 1967 р.                                             | Скульптура — 2,5 м, з/б Постамент — 3,0х1,0х1,0 м, цегла, цемент                                                                 | -<<-                       | -<<-                                                                   | 25 м (Наказ правління культури і туризму від 10.09.09. № 234)                                                                                  |  |
| 57.   | 1404                     | с. Лизогубівка Лизогубівської с/р                                                   | Братська могила радянських воїнів. Поховано 292 воїни. 1941 р., 1943 р. | Харківська скульптурна фабрика 1956 р.                                             | Скульптура — 2,5 м, з/б Постамент — 3,75х1,6х1,6 м, цегла, цемент                                                                | -<<-                       | -<<-                                                                   | 25 м (Наказ правління культури і туризму від 10.09.09. № 234)                                                                                  |  |
| 58.   | 1405                     | с. Липці Липецької с/р                                                              | Братська могила радянських воїнів. Поховано 114 воїнів. 1941 р., 1943 р. | Харківська скульптурна фабрика 1954 р.                                             | Скульптура — 2,5 м, з/б Постамент — 2,0х2,2х1,7 м, цегла, цемент                                                                 | -<<-                       | -<<-                                                                   | 25 м (Наказ правління культури і туризму від 10.09.09. № 234)                                                                                  |  |
| 59.   | 1432                     | -<<-                                                                                | Могила Щепкіна П. В., учителя. 1940 р. | 1948 р.                                                                            | Обеліск — 1,2 м, цегла, цемент                                                                                                   | -<<-                       | -<<-                                                                   | |  |
| 60.   | 2424                     | -<<-                                                                                | Будинок школи, в якій працював Щепкін П. В., засл. учитель УРСР |                                                                                    | Будинок двоповерховий цегляний, меморіальна дошка з мармуру                                                                      | -<<-                       | № 142 від 20.05.91р.                                                   | |  |
|       |                          |                                                                                     | |                                                                                    | |                            |                                                                        | |  |
| 62.   |                          | с. Лук'янці, вул.. Шкільна                                                          | Братська могила радянських воїнів | 1943 р.                                                                            | |                            | Наказ УК ХОДА № 25 від 02.03.05 р.                                     | |  |
| 63.   |                          | с. Лук'янці, кладовище                                                              | Братська могила радянських воїнів | 1943 р.                                                                            | |                            | Наказ УК ХОДА № 25 від 02.03.05 р.                                     | |  |
| 64.   | 1408                     | с. Мала Рогань Малороганської с/р, пл. Комінтерна                                   | Братська могила радянських воїнів. Поховано 90 воїнів. 1941 р., 1943 р. | 1953 р., 1994 р.                                                                   | Скульптура — 2,5 м, з/б Постамент — 2,5х1,2х1,2 м, цегла, цемент                                                                 | -<<-                       | -<<-                                                                   | 25 м (Наказ правління культури і туризму від 10.09.09. № 234)                                                                                  |  |
| 65.   | 1767                     | с. Мала Рогань Малороганської с/р                                                   | Пам'ятник В.І.Леніну | Харківська скульптурна фабрика 1957 р.                                             | Бюст — 0,8 м, з/бПостамент — 1,1 м, цегла, цемент                                                                                | -<<-                       | № 13 від 12.01.81р.                                                    | |  |
| 66.   |                          | с. Мала Рогань Малороганської с/ркладовище                                          | Братська могила радянських воїнів. |                                                                                    | |                            | Наказ УК ХОДА № 25 від 02.03.05 р.                                     | |  |
| 67.   | 1425                     | смт. Манченки Манченківської сел/р, 2-ге відділення птахофабрики                    | Братська могила радянських воїнів. Поховано 1056 воїнів. 1943 р. | Харківська скульптурна фабрика 1959 р.                                             | Скульптура — 2,5 м, з/б Постамент — 2,5х1,9х1,8 м, цегла, цемент                                                                 | -<<-                       | № 61 від 25.01.72р.                                                    | 25 м (Наказ правління культури і туризму від 10.09.09. № 234)                                                                                  |  |
| 68.   | 1375                     | м. Мерефа Мереф'янської міськ/р, вул. 8 Березня                                     | Братська могила радянських воїнів. Поховано 13 воїнів. 1943 р. | 1946 р.                                                                            | Обеліск — 1,5 м, мармур | -<<-                       | -<<-                                                                   | 25 м (Наказ правління культури і туризму від 10.09.09. № 234)                                                                                  |  |
| 69.   | 1361                     | м. Мерефа Мереф'янської міськ/р, вул. Дніпропетровська                              | Братська могила червоноармійців і радянських активістів. 1918 р., 1919 р. | 1964 р.                                                                            | Стела — 2,15х0,9х0,35 м, мармур                                                                                                  | -<<-                       | № 61 від 25.01.72р.                                                    | |  |
| 70.   | 1757                     | -<<-                                                                                | Пам'ятник радянським воїнам-визволителям. 1943 р. | 1978 р.                                                                            | Стела — 2,8х0,5х0,5 м, граніт | Місцева                    | № 13 від 12.01.81р.                                                    | |  |
| 71.   | 1371                     | м. Мерефа Мереф'янської міськ/р, вул. Жовтнева                                      | Братська могила радянських воїнів. Поховано 95 воїнів. 1941 р., 1943 р. | 1965 р., 1975 р.                                                                   | Скульптура — 2,0 м, мармурова кришка Постамент — 1,5 м, цегла, цемент                                                            | -<<-                       | № 61 від 25.01.72р.                                                    | 25 м (Наказ правління культури і туризму від 10.09.09. № 234)                                                                                  |  |
| 72.   | 2615                     | м. Мерефа Мереф'янської міськ/р, вул. Леонівська, 82, на території склозаводу       | Місце загибелі командира 458 стріл. полку 111-ї стрілецької дивізії Полянського С. І., Героя Радянського Союзу. 1943 р.                                                                | 1989 р.                                                                            | Пам'ятний знак −0,6х1,0х0,02 м, дюралюмінієвий сплав                                                                             | -<<-                       | № 975 від 18.09.97р.                                                   | 2 м. Розпорядження ХОДА № 975 від 18.09.97р |  |
| 73.   | 1370                     | м. Мерефа Мереф'янської міськ/р, вул. Шевченка                                      | Військове кладовище — 1 братська і 50 індивідуальних могил радянських воїнів. Поховано 348 воїнів. 1941 р., 1943 р.                                                                    | 1952 р., 1967 р.                                                                   | Скульптура — 2,5 м, з/б Постамент — 3,85х1,2х1,2мСтела — цегла, цемент                                                           | -<<-                       | № 61 від 25.01.72р.                                                    | 25 м (Наказ правління культури і туризму від 10.09.09. № 234)                                                                                  |  |
| 74.   | 1759                     | м. Мерефа Мереф'янської міськ/р, за містом                                          | Пам'ятний знак Зоріну С. П. — Герою Радянського Союзу. 1943 р. | 1975 р.                                                                            | Стела — 1,8х0,8х0,4 м, граніт | -<<-                       | № 13 від 12.01.81р.                                                    | |  |
| 75.   | 1373                     | м. Мерефа Мереф'янської міськ/р, 4 км Південної залізниці                           | Братська могила радянських воїнів. Поховано 68 воїнів. 1941 р., 1943 р. | 1967 р.                                                                            | Обеліск — 2,0 м, мармур Постамент — 4,0х2,5х2,0 м, цегла, цемент                                                                 | -<<-                       | № 61 від 25.01.72р.                                                    | 25 м (Наказ правління культури і туризму від 10.09.09. № 234)                                                                                  |  |
| 76.   | 1374                     | м. Мерефа Мереф'янської міськ/р, біля залізниці                                     | Братська могила радянських воїнів. Поховано 35 воїнів. 1941 р., 1943 р. | 1965 р.                                                                            | Обеліск — 1,2 м, метал Постамент — 0,9х0,9х0,9 м, цегла                                                                          | -<<-                       | -<<-                                                                   | 25 м (Наказ правління культури і туризму від 10.09.09. № 234)                                                                                  |  |
| 77.   | 1408                     | с. Михайлівка Циркунівської с/р                                                     | Братська могила радянських воїнів. Поховано 57 воїнів. 1943 р. | 1958 р.                                                                            | Обеліск — 1,3х0,8х0,8 м, граніт                                                                                                  | -<<-                       | -<<-                                                                   | 25 м (Наказ правління культури і туризму від 10.09.09. № 234)                                                                                  |  |
| 78.   |                          | с. Михайлівка, кладовище                                                            | Братська могила радянських воїнів. 1943 р. | 1999 р.                                                                            | З/б | -<<-                       | Наказ УК ХОДА № 25 від 02.03.05 р.                                     | |  |
| 79.   | 1409                     | с. Мороховець Глибоцької с/р                                                        | Братська могила радянських воїнів. Поховано 30 воїнів. 1943 р. | 1950 р.                                                                            | Обеліск — 1,5 м, метал | -<<-                       | № 61 від 25.01.72р.                                                    | 25 м (Наказ правління культури і туризму від 10.09.09. № 234)                                                                                  |  |
| 80.   | 2651                     | с. Нескучне Веселівської с/р                                                        | Місце колишнього розташування садиби мистецької родини Лансере-Бенуа-Серебрякових | 1998 р.                                                                            | Охоронний знак — 0,85×0,40 м, з/б                                                                                                | -<<-                       | № 830 від 28.09.98р.                                                   | 50 м. Розпорядження ХОДА № 830 від 28.09.98р                                                                                                   |  |
| 81.   | 1410                     | с. Нескучне Веселівської с/р, вул. Новоселівка                                      | Братська могила радянських воїнів. Поховано 254 воїни. 1942 р., 1943 р. | 1957 р.                                                                            | Скульптура — 3,0 м, з/б Постамент — 2,5х1,3х1,3 м, цегла, цемент                                                                 | -<<-                       | № 61 від 25.01.72р.                                                    | 25 м (Наказ правління культури і туризму від 10.09.09. № 234)                                                                                  |  |
| 82.   | 2621                     | с. Нескучне Веселівської с/р, центр                                                 | Пам'ятний знак Лансере Є. О., скульптору | 1995 р.                                                                            | Хрест — 1,8 м, чавун Огорожа — 1,55х2,5х1,5м                                                                                     | -<<-                       | № 975 від 18.09.97р.                                                   | 5 м. Розпорядження ХОДА № 975 від 18.09.97р |  |
| 83.   | 1411                     | с. Нижня Озеряна Утківської сел/р                                                   | Братська могила радянських воїнів. Поховано 258 воїнів. 1943 р. | 1965 р.                                                                            | Скульптура — 2,5 м, з/б Постамент — 2,5х2,0х2,0 м, цегла, цемент                                                                 | -<<-                       | № 61 від 25.01.72р.                                                    | 25 м (Наказ правління культури і туризму від 10.09.09. № 234)                                                                                  |  |
| 84.   | 1412                     | с. Перемога Тернівської с/р                                                         | Братська могила радянських воїнів. Поховано 178 воїнів. 1943 р. | 1960 р.                                                                            | Скульптура — 2,5 м, з/б Постамент — 2,5х1,35х1,35 м, цегла, цемент                                                               | Місцева                    | № 61 від 25.01.72р.                                                    | 25 м (Наказ правління культури і туризму від 10.09.09. № 234)                                                                                  |  |
| 85.   |                          | с. Перемога, кладовище                                                              | Братська могила радянських воїнів. 1943 р. | 1999 р.                                                                            | З/б | -<<-                       | Наказ УК ХОДА № 25 від 02.03.05 р.                                     | |  |
| 86.   |                          | с. Перемога, лісове господар-ство Ізбицьке                                          | Братська могила радянських воїнів. 1943 р. |                                                                                    | | -<<-                       | Наказ УК ХОДА № 25 від 02.03.05 р.                                     | |  |
| 87.   | 1378                     | с-ще Першотравневе Південної міськ/р                                                | Братська могила радянських воїнів. Поховано 16 воїнів. 1943 р. | 1967 р.                                                                            | Скульптура — 2,5 м, з/б Постамент — 2,5х1,0х1,0 м, цегла, цемент                                                                 | -<<-                       | № 61 від 25.01.72р.                                                    | 25 м (Наказ правління культури і туризму від 10.09.09. № 234)                                                                                  |  |
| 88.   | 1413                     | с. Пильна Лук'янцевської с/р                                                        | Братська могила радянських воїнів. Поховано 14 воїнів. 1942 р., 1943 р. | 1956 р.                                                                            | Скульптор — 2,5 м, з/б Постамент — 3,8х1,2х1,2 м, цегла, цемент                                                                  | -<<-                       | -<<-                                                                   | 25 м (Наказ правління культури і туризму від 10.09.09. № 234)                                                                                  |  |
| 89.   | 1376                     | м. Південне Південної міськ/р, вул. Б. Тасуя                                        | Братська могила радянських воїнів. Поховано 59 воїнів. 1941 р., 1943 р. | 1954 р.                                                                            | Скульптура — 2,5 м, з/б Постамент — 2,0х1,5х1,5 м, цегла                                                                         | -<<-                       | -<<-                                                                   | 25 м (Наказ правління культури і туризму від 10.09.09. № 234)                                                                                  |  |
| 90.   | 1377                     | м. Південне Південної міськ/р, вул. Освіти                                          | Братська могила радянських воїнів. Поховано 23 воїни. 1941 р., 1943 р. | 1954 р.                                                                            | Скульптура — 2,5 м, з/б Постамент — 3,0х1,2х1,2 м, цегла, цемент                                                                 | -<<-                       | -<<-                                                                   | 25 м (Наказ правління культури і туризму від 10.09.09. № 234)                                                                                  |  |
| 91.   | 1434                     | м. Південне Південної міськ/р, вул. Гагаріна                                        | Пам'ятник воїнам-землякам. 1918–1920 рр., 1941–1945 рр. | 1967 р.                                                                            | Скульптура — 2,8 м, з/б Постамент — 0,7 м, цегла, цемент                                                                         | -<<-                       | -<<-                                                                   | |  |
| 92.   | 1756                     | м. Південне Південної міськ/р                                                       | Пам'ятник воїнам-визволителям. 1943 р. | 1979 р.                                                                            | 76-тиміліметрова протитанкова гармата ЗІС — 3 на з/б, облицьованій гранітними плитами платформі, Вис. — 1,8 м, Площа — 5,5х9,0 м | -<<-                       | № 13 від 12.01.81р.                                                    | |  |
| 93.   | 1414                     | смт. Пісочин Пісочинської сел/р, вул. Полтавський шлях                              | Братська могила радянських воїнів і пам'ятний знак воїнам-землякам. Поховано 300 воїнів 1941 р., 1943 р.,1941-1945 рр.                                                                 | 1952 р., 1975 р.                                                                   | Ск.ульптура — 3,5 м, з/б Постамент — 3,5х1,75х1,75 м, цегла, цемент                                                              | -<<-                       | № 61 від 25.01.72р.                                                    | 25 м (Наказ правління культури і туризму від 10.09.09. № 234)                                                                                  |  |
| 94.   | 1415                     | смт. Покотилівка Покотилівської сел/р                                               | Братська могила радянських воїнів. Поховано 118 воїнів. 1943 р. | 1965 р.                                                                            | Скульптура — 3,5 м, гіпс Постамент — 1,5х2,0х1,5 м, цегла, цемент                                                                | -<<-                       | -<<-                                                                   | 25 м (Наказ правління культури і туризму від 10.09.09. № 234)                                                                                  |  |
| 95.   | 2620                     | -<<-, кладовище                                                                     | Могила Чурікова Г. П., кавалера ордена Слави 3-х ступенів | 1982 р.                                                                            | Стела — 0,92х0,6х0,3м Постамент — 0,25 м, метал                                                                                  | -<<-                       | № 975 від 18.09.97р.                                                   | 1 м. Розпорядження ХОДА № 975 від 18.09.97р |  |
| 96.   | 1416                     | с. Пономаренки Пономаренківської с/р                                                | Братська могила радянських воїнів. Поховано 382 воїни. 1941 р., 1943 р. | 1957 р.                                                                            | Скульптура — 2,5 м, з/б Постамент — 2,5х1,8х1,8 м, цегла, цемент                                                                 | -<<-                       | № 61 від 25.01.72р.                                                    | 25 м (Наказ правління культури і туризму від 10.09.09. № 234)                                                                                  |  |
| 97.   | 1433                     | -<<-                                                                                | Могила Громадського Ф. І., гвардії капітана. 1943 р. | 1965 р.                                                                            | Обеліск — 1,8х0,6х0,6 м, мармурова кришка                                                                                        | -<<-                       | № 61 від 25.01.72р.                                                    | |  |
| 98.   | 1417                     | с. Ржавець Яковлівської с/р                                                         | Братська могила радянських воїнів. Поховано 253 воїни. 1943 р. | 1957 р.                                                                            | Скульптура — 3,0 м, з/б Постамент — 2,5х2,0х2,0 м, цегла, цемент                                                                 | -<<-                       | -<<-                                                                   | 25 м (Наказ правління культури і туризму від 10.09.09. № 234)                                                                                  |  |
| 99.   | 1418                     | смт. Рогань Роганської сел/р                                                        | Братська могила радянських воїнів. Поховано 900 воїнів. 1941 р., 1943 р. | 1954 р.                                                                            | Скульптура — 2,5 м, з/б Постамент — 5,0х2,0х2,0 м, цегла, цемент                                                                 | Місцева                    | № 61 від 25.01.72р.                                                    | 25 м (Наказ правління культури і туризму від 10.09.09. № 234)                                                                                  |  |
| 100.  |                          | смт. Рогань, кладовище                                                              | Братська могила радянських воїнів. 1943 р. | 1999 р.                                                                            | З/б | -<<-                       | Наказ УК ХОДА № 25 від 02.03.05 р.                                     | |  |
| 101.  | 1419                     | с. Руські Тишки Русько-Тишківської с/р                                              | Братська могила радянських воїнів. Поховано 33 воїни. 1941 р., 1943 р. | 1958 р.                                                                            | Скульптура — 3,0 м, з/б Постамент — 4,0х2,0х2,0 м, цегла, цемент                                                                 | -<<-                       | № 61 від 25.01.72р.                                                    | 25 м (Наказ правління культури і туризму від 10.09.09. № 234)                                                                                  |  |
| 102.  | 1372                     | с-ще Селекційне Мереф'янської міськ/р                                               | Братська могила радянських воїнів. Поховано 78 воїнів. 1941 р., 1943 р. | 1957 р.                                                                            | Скульптура — 2,5 м, з/б Постамент — 2,7х1,5х1,5 м, цегла, цемент                                                                 | -<<-                       | -<<-                                                                   | 25 м (Наказ правління культури і туризму від 10.09.09. № 234)                                                                                  |  |
| 103.  | 1420                     | с. Сороківка Вільхівської с/р, вул. Первомайська                                    | Братська могила радянських воїнів. Поховано 137 воїнів. 1943 р. | 1966 р.                                                                            | Скульптура — 3,0 м, з/б Постамент — 3,0х1,5х1,5 м, цегла, цемент                                                                 | -<<-                       | -<<-                                                                   | 25 м (Наказ правління культури і туризму від 10.09.09. № 234)                                                                                  |  |
| 104.  | 1421                     | с. Сороківка Вільхівської с/р                                                       | Братська могила радянських воїнів. Поховано 4 воїни. 1941 р., 1943 р. | 1955 р.                                                                            | Скульптура — 2,5 м, з/б Постамент — 3,0 м, цегла, цемент                                                                         | -<<-                       | -<<-                                                                   | 25 м (Наказ правління культури і туризму від 10.09.09. № 234)                                                                                  |  |
| 105.  | 1422                     | с. Стрілеча Глибоцької с/р, вул. Перемоги                                           | Братська могила радянських воїнів. Поховано 57 воїнів. 1941 р., 1943 р. | 1955 р., 1980 р.                                                                   | Стела — 4,0х1,0х0,7 м, мармурова кришка з барельєфом голови воїна Постамент — 1,0 м                                              | -<<-                       | -<<-                                                                   | 25 м (Наказ правління культури і туризму від 10.09.09. № 234)                                                                                  |  |
| 106.  | 1423                     | с. Стрілеча Глибоцької с/р                                                          | Братська могила жертв фашизму. Поховано 435 чол. 1941 р. | 1973 р.                                                                            | Обеліск — 2,4 м, мармурова кришка Постамент — 0,7х0,8х0,8 м                                                                      | -<<-                       | -<<-                                                                   | 25 м (Наказ правління культури і туризму від 10.09.09. № 234)                                                                                  |  |
| 107.  | 1424                     | с. Тернова Тернівської с/р                                                          | Братська могила радянських воїнів. Поховано 253 воїни. 1942 р., 1943 р. | Харківська скульптурна фабрика1964 р.                                              | Скульптура — 2,5 м, з/бПостамент — 2,5х1,0х1,0 м, цегла, цемент                                                                  | -<<-                       | № 61 від 25.01.72р.                                                    | 25 м (Наказ правління культури і туризму від 10.09.09. № 234)                                                                                  |  |
| 108.  | 1407                     | с-ще Травневе Манченківської сел/р, біля контори птахофабрики                       | Братська могила радянських воїнів. Поховано 244 воїни. 1943 р. | Харківська скульптурна фабрика1959 р.                                              | Скульптура — 2,5 м, гіпс Постамент — 2,5х2,0х2,0 м, цегла, цемент                                                                | -<<-                       | -<<-                                                                   | 25 м (Наказ правління культури і туризму від 10.09.09. № 234)                                                                                  |  |
| 109.  | 1426                     | с-ще Ударне Манченківської сел/р, пров. Шкільний                                    | Братська могила радянських воїнів. Поховано 50 воїнів. 1943 р. | Харківська скульптурна фабрика1959 р.                                              | Скульптура — 2,5 м, гіпс Постамент — 3,8х1,5х1,5 м, цегла, цемент                                                                | -<<-                       | -<<-                                                                   | 25 м (Наказ правління культури і туризму від 10.09.09. № 234)                                                                                  |  |
| 110.  | 1427                     | смт. Утківка Утківської сел/р                                                       | Братська могила радянсь-ких воїнів. Поховано 210 воїнів. 1941 р., 1943 р. | Харківська скульптурна фабрика1955 р.                                              | Скульптура — 3,0 м, з/б Постамент — 2,5х1,5х1,5 м, цегла, цемент                                                                 | -<<-                       | -<<-                                                                   | 25 м (Наказ правління культури і туризму від 10.09.09. № 234)                                                                                  |  |
| 111.  | 1401                     | с-ще Слобідське Кулиничівської сел/р                                                | Братська могила радянських воїнів. Поховано 650 воїнів. 1941 р., 1943 р. | Харківська скульптурна фабрика 1955 р.                                             | Скульптура — 2,5 м. Постамент — 2,2х2,3х2,3 м, цегла, цемент                                                                     | -<<-                       | -<<-                                                                   | 25 м (Наказ правління культури і туризму від 10.09.09. № 234)                                                                                  |  |
| 112.  | 1428                     | смт. Хорошеве Хорошівської сел/р                                                    | Братська могила радянських воїнів. Поховано 229 воїнів. 1941 р., 1943 р. | Харківська скульптурна фабрика 1956 р.                                             | Скульптура — 2,5 м, з/б Постамент — 3,5х2,0х2,0 м, цегла, цемент                                                                 | -<<-                       | № 61 від 25.01.72р.                                                    | 25 м (Наказ правління культури і туризму від 10.09.09. № 234)                                                                                  |  |
| 113.  | 1429                     | с. Циркуни Циркунівської с/р                                                        | Братська могила радянських воїнів. Поховано 147 воїнів. 1941 р., 1943 р. | Харківська скульптурна фабрика 1957 р.                                             | Скульптура — 3,0 м, з/б Постамент — 3,0х2,0х1,5 м, цегла, цемент                                                                 | -<<-                       | -<<-                                                                   | 25 м (Наказ правління культури і туризму від 10.09.09. № 234)                                                                                  |  |
| 114.  | 1420                     | с. Черкаські Тишки Русько-Тишківської с/р                                           | Братська могила радянських воїнів. Поховано 12 воїнів. 1943 р. | Харківська скульптурна фабрика 1956 р.                                             | Скульптура — 2,5 м, з/б Постамент — 1,6х1,5х1,2 м, цегла, цемент                                                                 | Місцева                    | № 61 від 25.01.72р.                                                    | 25 м (Наказ правління культури і туризму від 10.09.09. № 234)                                                                                  |  |
|       |                          |                                                                                     | |                                                                                    | |                            |                                                                        | |  |
| 115.  | 1421                     | с. Яковлівка Яковлівської с/р                                                       | Братська могила радянських воїнів, серед яких похований Зорін С. П. — Герой Радянського Союзу. Поховано 121 воїн. 1943 р.                                                              | Харківська скульптурна фабрика 1957 р.                                             | Скульптура — 2,5 м, з/б Постамент — 3,0 м, цемент                                                                                | -<<-                       | № 61 від 25.01.72р.                                                    | 25 м (Наказ правління культури і туризму від 10.09.09. № 234)                                                                                  |  |
|       |                          |                                                                                     | |                                                                                    | |                            |                                                                        | |  |

## Джерело
Лист Харківської Облдержадміністрації на запит ВМ УА від 28 березня 2012. Файли доступні на сайті конкурсу WLM [Архівовано 26 березня 2018 у Wayback Machine.].